# ميراندا (لاعب كرة قدم برازيلي)
ميراندا هو لاعب كرة قدم برازيلي، ولد في 19 يناير 2000 في ماغى في البرازيل. لعب مع نادي فاسكو دا غاما.